# Siegfried Fornaçon
Siegfried Fornaçon (* 29. Juni 1910 in Gumbinnen; † 25. August 1987 in Reinbek) war ein deutscher evangelischer Theologe und Schifffahrtsforscher.

## Leben

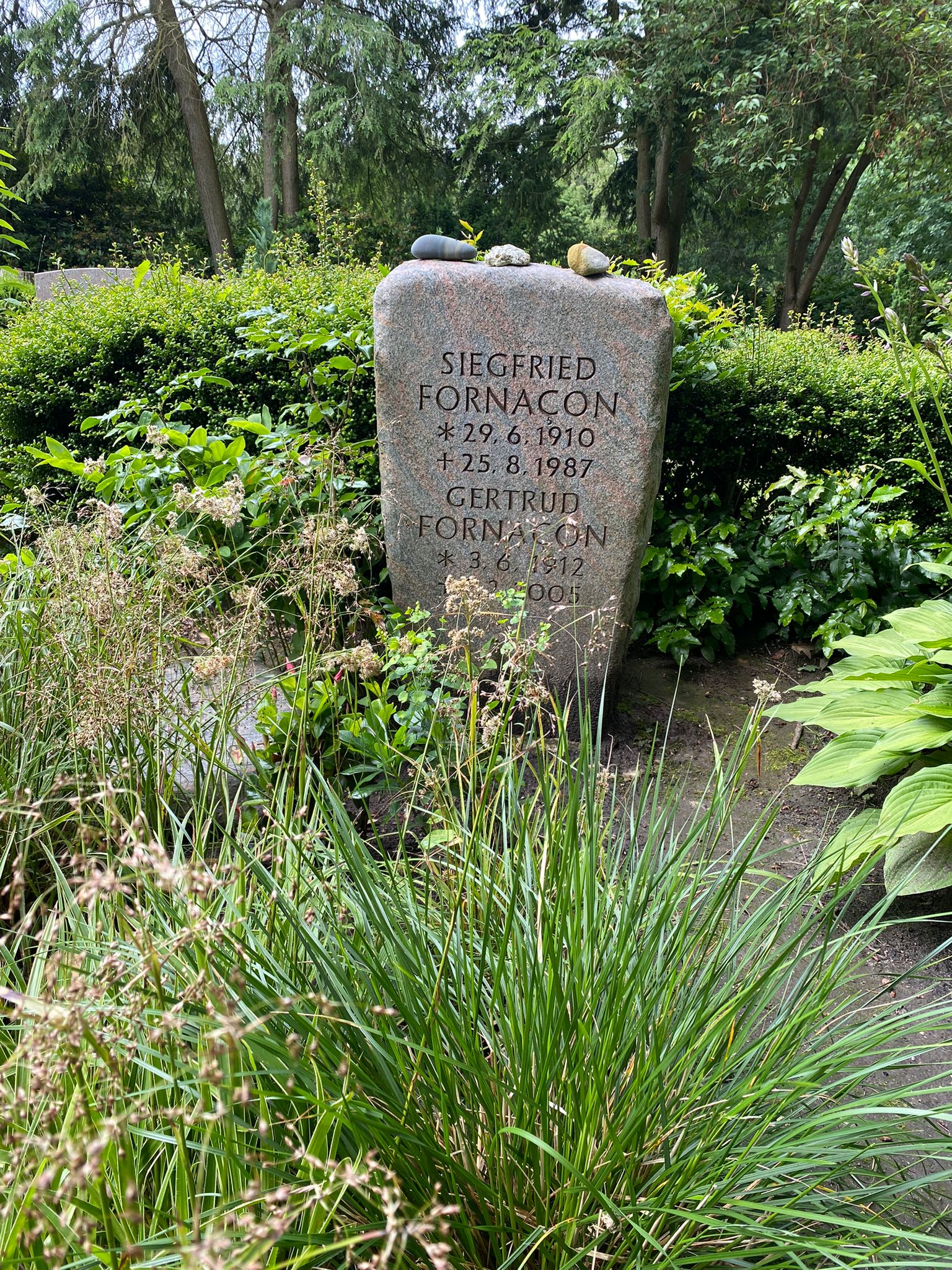
Grabstätte auf dem Friedhof Reinbek

Siegfried Fornaçon war der Sohn des Mittelschullehrers Paul Fornaçon. Während seine Mutter aus Ostpreußen stammte, waren die Vorfahren seines Vaters 1712 als Einwanderer aus der französischen Schweiz nach Deutschland gekommen. 1929 begann Fornaçon ein Theologiestudium in Berlin, Greifswald, Königsberg und Wuppertal und schloss sich unter dem Einfluss von Hans Joachim Iwand und Julius Schniewind der Bekennenden Kirche an. Vertretungsweise übernahm er 1935 eine Pfarrstelle in Jodlauken, im Spätsommer 1937 eine andere in Willuhnen. 1940 wirkte er als Prädikant und Vikar in Heiligenbeil, musste den Ort aber noch im selben Jahr wegen regimekritischer Äußerungen wieder verlassen. Nachdem er erneut vertretungsweise eine Stelle in der Elchniederung übernommen hatte, wurde Fornaçon im April 1941 zur Wehrmacht eingezogen und kämpfte an der Ostfront. Im Oktober 1944 verwundet, kam er zunächst nach Westfalen und traf schließlich im bayerischen Bachhausen auf seine inzwischen geflüchtete Familie.
Zwischen 1947 und 1954 arbeitete Fornaçon an Pfarrstellen in Ditzum, Schwedt/Oder und Falkensee, war dort aber nicht als Pfarrer tätig. Von April 1954 bis August 1961 unterrichtete er Hymnologie am Evangelischen Johannesstift in Spandau. Nach dem Bau der Berliner Mauer wirkte Fornaçon von September 1962 bis August 1972 als Pfarrer im ostdeutschen Lindenhagen, ehe er 62-jährig vorzeitig in Pension geschickt wurde. Grund hierfür war nicht nur eine Herzerkrankung, sondern waren auch erneut regimekritische Äußerungen und Ansichten Fornaçons. Er erhielt die Erlaubnis, mit Frau und Tochter in den Westen auszureisen und gelangte so ins schleswig-holsteinische Reinbek, wo sein Sohn lebte.
Zeitlebens interessierte sich Fornaçon für die Themen Schifffahrt, Schiffsbau und die Schiffsgeschichte Altpreußens. Diesbezügliche Unterlagen, die er bereits als Schüler gesammelt hatte, waren kriegsbedingt verlorengegangen. Während seiner Zeit in Berlin setzte er seine Forschungen fort und trug erneut umfangreiches Material zusammen, auch durch Befragungen von Zeitzeugen. 1979 veröffentlichte er das Buch Die Elbinger Seedampfer, 1988, ein Jahr nach seinem Tod, folgte mit Lommen und Buxer eine Abhandlung über volkstümliche Schiffe in Ost- und Westpreußen, die er gemeinsam mit Gerhard Salemke, ehemals Technischer Zeichner bei den Schichau-Werken, verfasst hatte. Fornaçon war als Kenner der Schifffahrtsgeschichte an Memel, Pregel und Weichsel geschätzt, wofür er 1979 mit dem Elbinger Kulturpreis ausgezeichnet wurde.
Aufgrund der Beschreibungen Fornaçons und Salemkes gelang es dem Arbeitskreis Historischer Schiffbau eine 1912 in Tolkemit gefertigte Schonerlomme nachzubauen.
Gemeinsam mit Geert Dobbermann erweiterte Fornaçon darüber hinaus zwei Teile des dreibändigen Werks Reinhold Trautmanns über die elb- und ostseeslawischen Ortsnamen um ein Orts- und Bedeutungsregister, das vermutlich 1991 veröffentlicht wurde. 
Siegfried Fornaçon war verheiratet und hatte einen Sohn und eine Tochter. In seinem letzten Lebensjahr musste er sich einer Beinamputation unterziehen und verstarb herz- und nierenkrank im August 1987. Seine letzte Ruhestätte erhielt er auf dem Friedhof in Reinbek.

## Veröffentlichungen (Auswahl)
- 1955: Zehn Gesänge der Reformierten Kirche, Evangelische Verlagsanstalt, Berlin
- 1955: Gottes Tisch – Bet- u. Danklieder für jeden Tag der Woche, Evangelische Verlagsanstalt, Berlin
- 1958: Johannes Kulp: Die Lieder unserer Kirche, Evangelische Verlagsanstalt, Berlin (als Herausgeber mit Arno Büchner)
- 1979: Die Elbinger Seedampfer, Truso-Verlag, Bremerhaven und Münster, ISBN 978-3-88378-003-0
- 1987: Braunsberger Segelschiffe und ihre Reeder von 1760 bis 1863, Zeitschrift für die Geschichte und Altertumskunde Ermlands
- 1988: Lommen und Buxer, Arbeitskreis Historischer Schiffbau, Brilon (mit Gerhard Salemke)
- 1991: Orts- und Bedeutungsregister zu Die ostsee- und elbslawischen Ortsnamen (Band 1 und 2) von Reinhold Trautmann